# Gouvernement de la Première Restauration
Restauration
Gouvernement provisoire de 1814 Gouvernement des Cent-Jours
Le gouvernement de la Première Restauration dure du 13 mai 1814 au 19 mars 1815 (de facto), sous le règne de Louis XVIII, roi du 2 mai 1814 au 19 mars 1815.
Il fait suite au Gouvernement provisoire de 1814, dirigé par Talleyrand, qui a contribué à l'avènement de Louis XVIII, et qui travaille au traité de Paris.

## Contexte
Talleyrand espère constituer un gouvernement solidaire dont il prendrait la tête, mais Louis XVIII, qui se méfie de lui, gouverne directement, ne convoquant que rarement le Conseil. Il ne prend pas de premier ministre. Par nécessité politique, il accorde cependant des portefeuilles importants à Talleyrand et ses proches issus du gouvernement provisoire : l'abbé Louis, Dalberg, Malouet, l'abbé de Montesquiou (précédemment agent de liaison entre Louis XVIII et Talleyrand). Le 8 septembre 1814, Talleyrand défend devant la chambre des pairs le premier budget français qui engage l'État à rembourser les emprunts qu'il contracte.
Louis XVIII n'a confiance qu'en son conseiller et « ministre favori », Blacas, qu'il nomme à la tête de sa Maison, et peu en Talleyrand qu'il envoie pourtant le 23 septembre au congrès de Vienne. Ce dernier y sera contrarié par l'influence de Blacas sur le roi, Metternich essayant même de négocier directement avec eux.
Composition :
- Grand maître de France 1814-1818 : Louis Joseph de Bourbon, Prince de Condé
- Ministres (6) :

## Nomination du 13 mai 1814
- Ministre des Affaires étrangères : Charles-Maurice de Talleyrand-Périgord
- Ministre de la Justice : Charles Henri Dambray
- Ministre de l'Intérieur : François-Xavier-Marc-Antoine de Montesquiou-Fézensac
- Ministre de la Guerre : Pierre Dupont de l'Étang
- Ministre des Finances : Joseph-Dominique Louis
- Ministre de la Marine : Pierre-Victor Malouet

## Nomination du 29 mai 1814
- Ministre de la Maison du Roi : Pierre Louis Jean Casimir de Blacas d'Aulps

## Nomination du 7 septembre 1814
- Ministre de la Marine : Jacques Claude Beugnot

## Nomination du 3 décembre 1814
- Ministre de la Guerre : Jean-de-Dieu Soult

## Nomination du 11 mars 1815
- Ministre de la Guerre : Henri Jacques Guillaume Clarke

## Gouvernement en exil à Gand
Pendant les Cent-Jours, Louis XVIII s'est replié le 19 mars 1815 à Gand et alors que Talleyrand est retenu par le Congrès de Vienne, il constitue autour de lui un cabinet en exil composé de :
- Blacas à la Maison du Roi
- Jaucourt aux Affaires étrangères
- Feltre à la Guerre
- Beugnot à la Marine
- Lally à l'Instruction publique
- Chateaubriand à l'Intérieur

Ce gouvernement pris entre Napoléon et les puissances alliées de la Septième Coalition n'a pratiquement aucun pouvoir. D'autres personnalités font le voyage à Gand pour marquer leur fidélité au Roi : Bertin, Lacretelle, Bergasse, Charles Greffulhe, Ternaux, Lainé, Guizot.